# Larry MacPhail
Leland Stanford MacPhail Sr., detto Larry (Cass City, 3 febbraio 1890 – Miami, 1º ottobre 1975), è stato un dirigente sportivo statunitense, introdotto nella National Baseball Hall of Fame nel 1978.

## Biografia
MacPhail nel 1933 fu assunto come dirigente dei Cincinnati Reds, divenendone il general manager. MacPhail era stato raccomandato ai Reds da Branch Rickey, che disse che MacPhail era "un uomo selvaggio a volte, ma che sa fare il suo lavoro." Dopo avere lasciato i Reds divenne vice-presidente esecutivo e general manager dei Brooklyn Dodgers in 1938. Fu promosso a presidente, un ruolo vacante per un anno dopo la morte del presidente Stephen McKeever il 4 maggio 1939. Nel 1939 fu premiato come dirigente dell'anno da The Sporting News.
Le innovazioni di MacPhail includono il baseball giocato in notturna, gare trasmesse regolarmente in televisione e far volare le squadre da una città all'altra. MacPhail si dimise da presidente dei Dodgers il 23 settembre 1942 per accettare un lavoro nell'Esercito degli Stati Uniti. Alla fine della seconda guerra mondiale aveva raggiunto il grado di colonnello. Tornato dalla guerra, MacPhail fu presidente, co-proprietario e general manager dei New York Yankees.
MacPhail era noto per il suo temperamento imprevedibile, peggiorato dall'uso di bevande alcoliche. Il nipote Andy, anch'egli un dirigente nella MLB, disse: "Mio nonno era esplosivo, fiammeggiante, un genio quando era sobrio, brillante quando aveva bevuto un bicchiere, un pazzo delirante quando ne aveva bevuti troppi." In una circostanza, MacPhail e il proprietario dei Boston Red Sox Tom Yawkey, fra una bevuta e un'altra, sarebbero stati sul punto di scambiarsi le stelle Joe DiMaggio e Ted Williams in quello che sarebbe stato il più grande scambio nel baseball in molti anni. I due decisero di annullare l'affare quando tornarono sobri.